# Saint-Barthélemy (Alvernia-Rodano-Alpi)
Saint-Barthélemy è un comune francese di 1 008 abitanti situato nel dipartimento dell'Isère della regione dell'Alvernia-Rodano-Alpi.

## Società

### Evoluzione demografica
Abitanti censiti